# 东土中华大乾王国
东土中华大乾王国是指1954年在福建南平，由大刀会首领丁辉波（又名丁古田）为首成立的一个秘密结社政权。

## 前期筹备
1953年12月至1954年1月，同善社骨干、劳改逃犯、建阳县白洋乡大刀会首领丁辉波，伙同保外就医的丁水荣、南坑乡同善社头目龚治水（又名龚从龙，匪职称先生，即军师）等人秘密串连，以大刀会为基础，罗集土匪、通匪、劳改释放犯、地主、国军家属等人员开始秘密活动，强迫当地群众入会，恢复大刀会组织，在白洋成立“东土中华大乾王国福建闽北总军第一统干部”，强迫群众登记入道，先后发展556人，于3月底迅速扩展到浦城、建阳、崇安、水吉4县结合部的17个乡45个村，发展会徒1081人。编为“五大勇军”，丁辉波自任统帅，制发法衣、法帽、符、旗，赶制刀矛、土枪、弹药。

## 白洋乡暴动
1954年4月16日，丁辉波在僻远山区白洋乡利用农民的封建迷信落后思想蛊惑说：“天子出生在福建，某日登基”，集中策动266名（一说265名）大刀会成员，以白洋乡为中心进行暴乱，丁辉波、龚治水等首领率会徒冲击崇安澄溪乡公所，打伤民兵1人，抢去步枪1支，妄图抓捕乡长未逞，捉走该乡文书和通讯员，烧毁乡人民政府一部分土地清册和文件档案，洗劫澄溪和白洋乡供销合作社大批商品，掠走布匹、白糖等物资约900万元（旧人民币），标封粮库。4月16日晚，建阳军分区令崇、浦、建（阳）3县武装部长快速组建武装工作队，带公安武装和民兵赶赴白洋，协力合围。4月17日凌晨，崇安县四区副区长刘毓清带领乡民兵指导员连辛夫、队长彭朱贵、分队长连旺3人侦察暴徒情况，遭遇伏击，4人被害，4支步枪被夺，公安队战士被打伤2人。福建省委闻讯，即派省厅副厅长陈庭槐，带领工作组，赶赴白洋，指导平暴工作。中共建阳地委召开地委、专署、军分区、公安处领导参加的紧急会议，成立平暴指挥部，由地委副书记高华杰负责，统一指挥公安武装和民兵，采取“军事打击，政治瓦解，镇压匪首，宽大胁从，发动群众，平息暴乱”的方针，分路搜山围剿。4月18日，建阳军分区副司令员曾阿缪、专署公安处长杨柳带领部队抵达白洋，对武装顽抗的刀匪予以军事打击，击毙其法师罗金生、统带丁玉生，击伤4名，余匪四散逃窜山林，经搜山与战场喊话瓦解，又俘匪首5名、匪众38名，另6名匪首畏罪自杀。当晚8时，匪首丁辉波组织顽匪反扑，偷袭剿匪指挥部，被平叛部队当场击毙。其余暴徒逃窜上山，在军事迫剿和政治攻势下，于4月19日缴械投降和下山自首。龚治水等3名会首漏网潜逃，经群众检举，办案人员很快掌握了他们的下落，于4月29日全部缉拿归案，至4月30日，暴乱全部平息。
从4月17日开始，经过3天的战斗，经建阳、水吉、崇安、浦城4县公安武装和民兵的进剿，自4月18日到30日止，当场击毙统帅丁辉波、法师罗金生等3人，连同丁天荣、丁玉生等在内共击毙5人，击伤统带等9人，俘获娘娘刘林风、军师龚治水、丁桂林等会首32人、会徒55人，救出被绑架的乡政府文书等5人，缴获步枪5支、土枪19支、刀矛79把、法衣65套、法帽85只、法旗7面、符咒200多张，以及供销合作社被抢走的大部分物资。统带丁枝权等6名会首畏罪自杀。为了教育群众，白洋乡先后召开群众会、控诉会、妇女会31场（次），揭露大刀会罪恶，宣传共产党的方针政策，广大群众积极检举揭发大刀会罪行。根据群众检举的线索，经调查核实，又抓获9名外逃会首，收缴刀矛、法衣、法帽、法旗等2317件，对抓获的会首，依法分别进行了处理。